# Evelyn Underhill
Evelyn Underhill (Wolverhampton, 6 dicembre 1875 – Londra, 15 giugno 1941) è stata una scrittrice inglese.
Di religione anglo cattolica, era una pacifista, nota per le sue numerose opere sulla religione e sulla spiritualità, in particolare sul misticismo cristiano.
Nel mondo anglofono, era una scrittrice in materia fra le più lette nella prima metà del secolo XX. Nessun libro di questo tipo eguagliò la popolarità del suo ben noto Mysticism, pubblicato nel 1911.

## Biografia
Ancora giovanissima, ella descrisse le sue prime mistiche intuizioni come 
(Charles Williams, editor, The Letters of Evelyn Underhill, Longmans Green, pp. 122–23)
Il significato di queste esperienze divenne un tema per tutta la vita e una fonte di intimo timore, spingendola alla ricerca e allo scrivere.
Sia il padre che il marito erano scrittori (di diritto), avvocati a Londra e appassionati di navigazione su yacht. Lei e il marito, Hubert Stuart Moore, crebbero insieme e si sposarono il 3 luglio 1907. Non ebbero figli. Ella viaggiò regolarmente in Europa, particolarmente in Svizzera, Francia e Italia, dove coltivò il suo interesse nel cattolicesimo e nell'arte, visitando numerose chiese e monasteri. Né il marito (protestante), né i genitori condividevano il suo interesse nel campo spirituale.
Underhill era chiamata semplicemente "Mrs Moore" da molti dei suoi amici, ma non le mancavano i detrattori. Fu un'autrice prolifica, avendo pubblicato più di trenta libri o sotto il nome da nubile, Underhill, o sotto lo pseudonimo di "John Cordelier", come nel caso del libro del 1912 The Spiral Way. Inizialmente agnostica, ella gradualmente incominciò a nutrire interesse per il neoplatonismo e da questo fu sempre più spinta verso il cattolicesimo, contro le obiezioni del marito, per divenire infine un'eminente anglo-cattolica. Il suo mentore spirituale dal 1921 al 1924 fu il barone Friedrich von Hügel, che apprezzava i suoi scritti ora riguardanti il suo concentrarsi sul misticismo e che la incoraggiò ad adottare una visione più cristocentrica in opposizione a quella teistica e intellettuale che aveva prima seguito. Ella lo descrisse come "…la personalità più meravigliosa… così santamente, fedelmente sana e tollerante" e fu influenzata da lui verso attività più caritatevoli, terra-terra. Dopo la di lui morte, avvenuta nel 1925, i suoi scritti divennero più focalizzati sullo Spirito Santo e lei divenne un eminente personaggio nella Chiesa Anglicana come leader laica di ritiri spirituali, una direttrice spirituale per centinaia di persone, oratrice, lettrice radio e promotrice di preghiere contemplative.

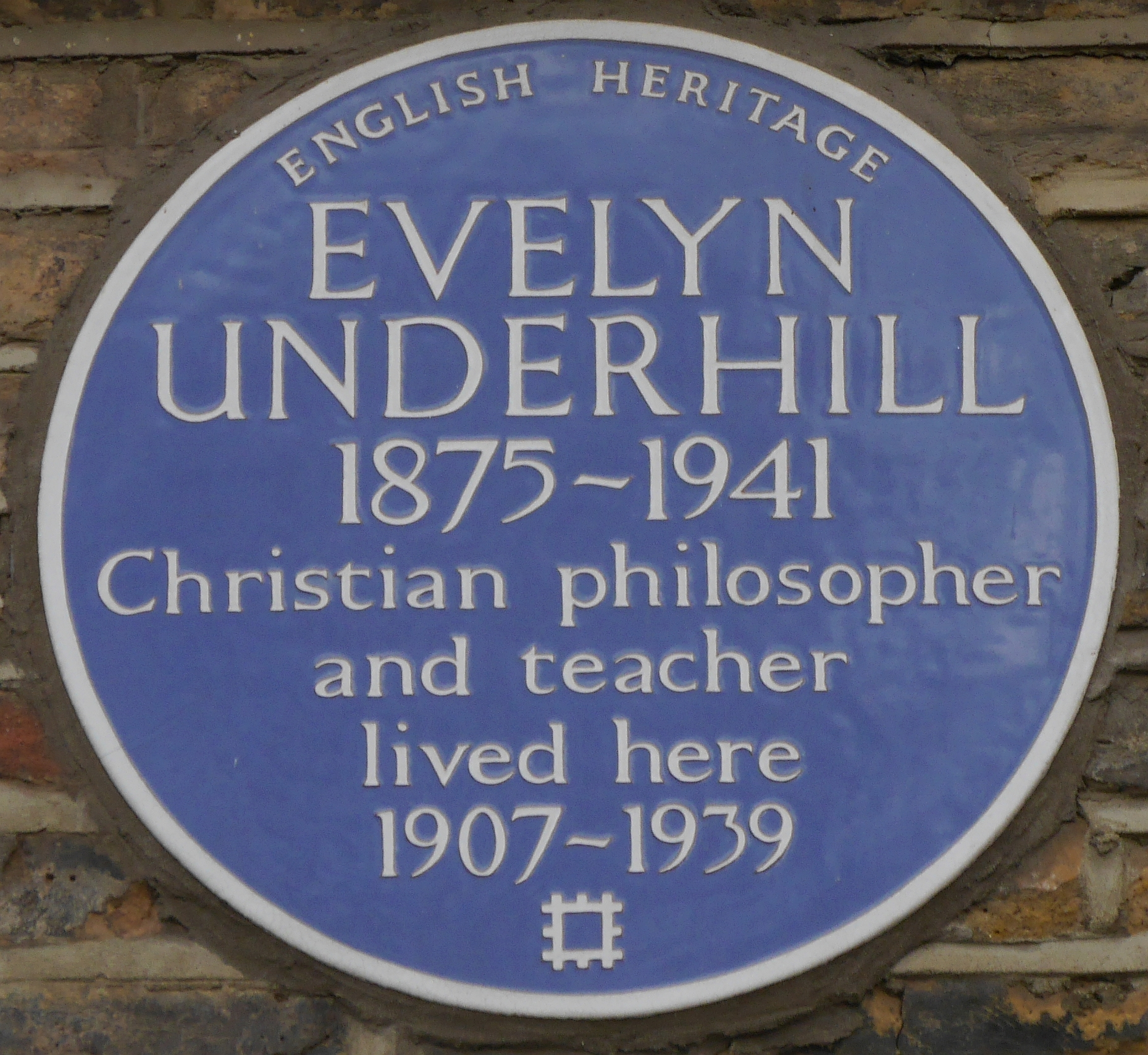
Placca commemorativa in Campden Hill Square a Londra

Underhill invecchiò nell'età edoardiana, al cambio di secolo e, come molti suoi contemporanei, ebbe una decisa svolta romantica. La grande eccitazione di quei giorni fu misteriosamente composta di fisica, psicologia, dell'occulto, del mistico, del medievale, del progresso delle scienze, dell'apoteosi dell'arte, della riscoperta del femminino, della svergognata sensualità e della più eterea spiritualità. L'Anglicanesimo pareva a lei fuori posto con tutto ciò, con il suo mondo. Ella era alla ricerca del centro della vita come lei e molti altri della sua generazione la concepivano, non kin ambito religioso, ma nell'esperienza e nel cuore.
Quest'"età dell'anima" fu uno di quei periodi in cui un improvviso rilassamento dei tabù sociali porta a un grande senso di emancipazione personale e desiderio di un El Dorado, disprezzato da una più anziana, più tetra e insensibile generazione.
Come figlia unica, era molto attaccata ai genitori e, successivamente, al marito. Ella fu totalmente impegnata nella vita di figlia e poi moglie di avvocati, compreso il lavoro caritativo che questo implicava, e perseguì un regime giornaliero che comprendeva scrittura, ricerca, culto, preghiera e meditazione.
Fu un suo fondamentale assioma che tutta la vita era sacra, e ciò era quel che si chiama "incarnazione".
Era cugina di Francis Underhill, vescovo della diocesi anglicana di Bath and 
Wells.

## Culto
Dal 2000, la Chiesa d'Inghilterra commemora Underhill liturgicamente il 15 giugno. Viene anche onorata con un giorno dedicato nel Calendario dei Santi della Chiesa episcopale degli Stati Uniti il 15 giugno.

## Pubblicazioni
(in lingua inglese salvo diverso avviso)

### Poesia
- The Bar-Lamb's Ballad Book (1902). Online
- Immanence (1916). Online
- Theophanies (1916). Online

### Romanzi
- The Grey World (1904). Ristampa Kessinger Publishing, 1942: ISBN 0-7661-0158-4. Online
- The Lost Word (1907).
- The Column of Dust (1909). Online

### Religione
- The Miracles of Our Lady Saint Mary, Brought Out of Divers Tongues and Newly Set Forth in English, 1906 Online
- Mysticism: A Study of the Nature and Development of Man's Spiritual Consciousness (1911). Dodicesima edizione pubblicata bda E. P. Dutton in 1930. Ristampato da Dover Publications nel 2002. ISBN 978-0-486-42238-1. Vedi anche edizioni on-line presso Christian Classics Ethereal Library.
- The Path of Eternal Wisdom. A mystical commentary on the Way of the Cross (1912).
- Introduction alla sua edizione dell'anonimo The Cloud of Unknowing (c. 1370) dal manoscritto della British Library [qui intitolato: A Book of Contemplation the which is called the Cloud of Unknowing, in the which a Soul is oned with God] (Londra, John M. Walkins, 1912); ristampato come Cloud of Unknowing (1998) [sua Introduction a 5–37]; 2007, ISBN 1-60506-228-6; vederne il testo presso Google books.
- The Spiral Way. Being a meditation on the fifteen mysteries of the soul's ascent (1912).
- The Mystic Way. A psychological study of Christian origins (1914). Online
- Practical Mysticism. A Little Book for Normal People (1914); ristampa 1942, ISBN 0-7661-0141-X; ristampato da Vintage Books, New York 2003 [con Abba (1940)], ISBN 0-375-72570-9;.
- Ruysbroeck (London: Bell 1915). Online
- Introduction to Songs of Kabir (1915) tradotto da Rabindranath Tagore; ristampa 1977 Samuel Weiser (ISBN 0-87728-271-4), testo a 5–43.
- The Essentials of Mysticism and other essays (1920); una diversa compilazione con stesso titolo 1995, ristampato nel 1999 (ISBN 1-85168-195-7).
- The Life of the Spirit and the Life of Today (1920). Online
- The Mystics of the Church (1925).
- Concerning the Inner Life (1927); ristampa 1999 (ISBN 1-85168-194-9). Online
- Man and the Supernatural. A study in theism (1927).
- The House of the Soul (1929).
- The Light of Christ (1932).
- The Golden Sequence. A fourfold study of the spiritual life (1933).
- The School of Charity. Meditations on the Christian Creed (1934); ristampato da Longmans, London 1954 [con M.of S. (1938)].
- Worship (1936).
- The Spiritual Life (1936); ristampa 1999 (ISBN 1-85168-197-3); vedi anche edizione online.
- The Mystery of Sacrifice. A study on the liturgy (1938); ristampato da Longmans, London 1954 [with S.of C. (1934)].
- Abba. A meditation on the Lord's Prayer (1940); ristampa 2003 [con Practical Mysticism (1914)].
- The Letters of Evelyn Underhill (1943), come edito da Charles Williams; ristampa Christian Classics 1989: ISBN 0-87061-172-0.
- Shrines and Cities of France and Italy (1949), as edited by Lucy Menzies.
- Fragments from an inner life. Notebooks of Evelyn Underhill (1993), as edited by Dana Greene.
- The Mysticism of Plotinus (2005) Kessinger offprint, 48 pagine. Perso da The Essentials of Mysticism (1920).

### Antologie
- Fruits of the Spirit (1942) edited by R. L. Roberts; ristampa 1982, ISBN 0-8192-1314-4
- The letters of Evelyn Underhill (1943) con introduzione di Charles Williams.
- Collected Papers of Evelyn Underhill (1946) edito da L. Menzies e introdotto da L. Barkway.
- Lent with Evelyn Underhill (1964) edito da G. P. Mellick Belshaw.
- An Anthology of the Love of God. From the writings of Evelyn Underhill (1976) edito da L. Barkway e L. Menzies.
- The Ways of the Spirit (1990) edito da G. A. Brame; ristampa 1993, ISBN 0-8245-1232-4
- Evelyn Underhill. Modern guide to the ancient quest for the Holy (1988) edito e introdotto da D. Greene.
- Evelyn Underhill. Essential writings (2003) edito da E. Griffin.
- Radiance: A Spiritual Memoir (2004) edito da Bernard Bangley, ISBN 1-55725-355-2.